# Santa María del Río (México)
Santa María del Río es una localidad del estado mexicano de San Luis Potosí, cabecera del municipio homónimo.

## Toponimia
Existen dos versiones acerca del origen del nombre de la localidad. La primera señala que el día de la Ascensión de la Virgen de 1542, se realizó en el lugar una ceremonia de bautizo de un grupo de Guachichiles, por lo que el pueblo fundado en el lugar quedó bajo la advocación de la Virgen María. Otra versión indica que el nombre aparece en 1589, a partir de un convento de religiosos franciscanos instalado en el lugar.

## Geografía
Santa María del Río se encuentra en la ubicación 21°48′0″N 100°43′44″O / 21.80000, -100.72889, a una altura aproximada de 1700 m s. n. m., y a una distancia de 46 km de la capital del estado.

La zona urbana ocupa una superficie de 6.540 km².

## Demografía
Según los datos registrados en el censo de 2020, la población de Santa María del Río es de 14 340 habitantes, lo que representa un crecimiento promedio de 0.93% anual en el período 2010-2020 sobre la base de los 13 099 habitantes registrados en el censo anterior. Al año 2020, la densidad poblacional era de 2192 hab/km².
| Gráfica de evolución demográfica de Santa María del Río entre 2000 y 2020 |
|                                                                           |
| Fuente: Instituto Nacional de Estadística Geografía e Informática         |

En 2020, el 46.7% de la población (6694 personas) eran hombres y el 53.3% (7646 personas) eran mujeres. El 64.1% de la población (9162 personas) tenía edades comprendidas entre los 15 y los 64 años.
La población de Santa María del Río está mayoritariamente alfabetizada, con solo un 3.35% de personas mayores de 15 años analfabetas, según el relevamiento del año 2020. El grado de escolaridad promedio es de alrededor de 9 años. Solo el 0.31% de la población se reconoce como indígena. 

El 94% de los habitantes de Santa María del Río profesa la religión católica.
En 2010, Santa María del Río estaba clasificada como una localidad de grado medio de vulnerabilidad social. Según el relevamiento realizado, 4189 personas de 15 años o más no habían completado la educación básica, una carencia conocida como rezago educativo, y 3251 personas no disponían de acceso a la salud.

## Economía
Las principales actividades económicas de Santa María del Río son el comercio, las artesanías y la agricultura. Es representativa de la localidad la elaboración artesanal de textiles finos, especialmente rebozos. Estas artesanías se acompañan habitualmente con pequeñas cajas llamadas «reboceras», realizadas en madera taraceada.